# Cendres de Lune
Cendres de lune (Cenizas de luna) es el álbum debut de la cantante y escritora Mylène Farmer, lanzado el 1 de abril de 1986. Por el éxito que llegó a tener la canción Libertine lanzada en 1986, se hace un relanzamiento del álbum con la canción Tristana como sencillo en 1987.
Este es el primer álbum en el cual Mylène no escribe ni compone sus canciones.
Tuvo un éxito moderado dentro de los charts en Francia, pero que le ayudó a tener el éxito que tiene hoy.

## Antecedentes
Después del moderado éxito de sus primeros cuatro sencillos (Maman a tort, My mum is Wrong (Versión en inglés), Plus Grandir y On est tous des imbéciles), Farmer decide lanzar su primer álbum de estudio. En ese tiempo había firmado ya un contrato para lanzar dos álbumes junto con la discográfica Polydor Records, pero estos rompieron aquel contrato por el poco éxito de ventas de su último sencillo (On est tous des imbéciles).
No es más que hasta en 1986, lanza como sencillo a Libertine, el cual tuvo un gran éxito en Francia y posibilitó a Farmer al poder lanzar su álbum Cendres de Lune.
Dentro de la edición de vinilo del disco se incluyeron nueve temas, en los cuales se podían encontrar a Maman a tort, Plus Grandir y la canción inédita incluida en el vinilo del sencillo Chloé, más otras seis canciones. 
Por cuestiones de derechos de autor y demás Polydor no pudo incluir los otros sencillos que Farmer ya había lanzado antes como la versión en inglés de Maman a tort y la canción On est tous des imbéciles junto con la canción inédita que este incluía L'annonciation, pues los derechos de estas canciones recaían para la anterior discográfica con la que trabajaba RCA Records.
Ya en 1987, de decide lanzar un disco compacto de Cendres de Lune, este incluía las nueve canciones del álbum original, más un tema instrumental con el nombre homónimo del álbum, más dos remixes uno de su sencillo Libertine y otro de Tristana todos producidos, por su amigo y colega Laurent Boutonnat.
El álbum consta también con lanzamientos al exterior como Canadá y Alemania; la portada del álbum fue creada por Laurent Boutonnat con la imagen de Farmer con una pose triste acompañada del efecto blanco y negro.

## Letra y música
Para Laurent Boutonnat le fue difícil escribir las canciones, por ello se dedicó a componer y producir las canciones.
Plus Grandir, Au bout de la nuit y Tristana fueron escritas por Farmer ( Desde Tristana escribe sus propias canciones) y Maman a tort escrita por  Jérôme Dahan.
Generalmente los temas de los que Mylène hablará en su futura carrera serán de la muerte, violencia, suicidio, soledad y miedo. 
Y justo con este álbum queda expuesto el comienzo del universo Farmer, este álbum es algo más optimista que los futuros álbumes que lanzara.
A excepción de Maman a tort y Libertine la música es producida por Laurent Boutonnat utilizando sintetizadores y teclados acústicos donde se ve la influencia del género New Wave.

## Recepción Crítica
Cendres de Lune fue generalmente bien recibido por la crítica. Se le consideró como un "excelente " álbum (Gai Pied), Podium, 1986, Mylène Farmer - Hola! Al humor negro, Robert De Laroche, La Provence, Agosto 1, 1986  En el área de la variedad es una de las más bellas cosas del momento, Les Gran, 1987, Mylène Farmer, lleno de pequeñas maravillas (Charente), contiene éxitos que tienen una impertinencia sana (Télé Poche) proporciona una visión real del talento de Farmer"; [La cantante ] nos lleva con sus textos de voz extraña y cristalin , fuera del tiempo y fuera de las normas " ( Le Républicain ). " Las canciones de Mylène te llenan de aire con una atmósfera alternativamente traviesa y triste, pero muy atractiva" ( 7 à Paris ). La voz de Mylène es exquisita y sus cómplices hicieron cantar pequeñas cosas ordinarias ( La Dépêche ). " [ Farmer ] seduce con textos sensibles, casi surrealista, con ternura erótica".

## Posicionamiento en las listas
En 1986, el álbum alcanza la posición n.º 10 dentro del Top de álbum Francés, y certificado con doble oro otorgado por la SNEP tras haber vendido 200.000 copias. Tres años más tarde, el álbum vuelve a ingresar en la lista en la posición n.º 39 por cuatro semanas. 
En 2005 , el álbum fue reeditado en una versión digipack, al mismo tiempo que el lanzamiento del álbum Avant Que l'Ombre, como resultado Cendres de Lune ingresa al Top el 20 de marzo de 2005 en el n.º  por cuatro semanas vendiendo 5.469 unidades.

## Sencillos
| Año  | Título                           | Fecha de lanzamiento     | Ventas físicas (Francia) | Certificación | Certificación | Mejor posición | Mejor posición | Mejor posición |
| ---- | -------------------------------- | ------------------------ | ------------------------ | ------------- | ------------- | -------------- | -------------- | -------------- |
| Año  | Título                           | Fecha de lanzamiento     | Ventas físicas (Francia) | FR            | BE (WA)       | FR             | BE (WA)        | SWI            |
| 1984 | "Maman a tort" "My Mum Is Wrong" | Marzo de 1984            | 100,000                  | —             | —             | —              | —              | —              |
| 1985 | "Plus grandir"                   | 25 de septiembre de 1985 | 80,000                   | —             | —             | —              | —              | —              |
| 1986 | "We'll Never Die" (Canada only)  | Febrero de 1986          | —                        | —             | —             | —              | —              | —              |
| 1986 | "Libertine"                      | 1 de abril de 1986       | 400,000                  | Silver        | —             | 10             | —              | —              |
| 1987 | "Tristana"                       | Febrero de 1987          | 300,000                  | Silver        | —             | 7              | —              | —              |

## Lanzamientos
| Fecha         | Distribuido     | País     | Formato                                          | Catálogo |
| ------------- | --------------- | -------- | ------------------------------------------------ | -------- |
| Abril de 1986 | Polydor         | France   | CD                                               | 829127-2 |
| Abril de 1986 | Polydor         | France   | LP                                               | 829127-1 |
| Abril de 1986 | Polydor         | France   | Casete                                           | 829127-4 |
| Abril de 1986 | Polydor         | Canadá   | LP                                               | TFX8720  |
| Abril de 1986 | Polydor         | Canadá   | Casete                                           | TFX8720  |
| Abril de 1986 | Polydor         | Alemania | LP                                               | 829127-2 |
| Abril de 1987 | Polydor         | Francia  | CD                                               | 831732-2 |
| Abril de 1987 | Polydor         | Francia  | LP                                               | 831732-1 |
| Abril de 1987 | Polydor         | Francia  | Casete                                           | 831732-4 |
| 1995          | Polygram        | Francia  | CD                                               | 831732-2 |
| 1998          | Polygram France | Francia  | CD                                               | 831732-2 |
| 2005          | Polydor         | Francia  | Digital                                          | —        |
| 2006          | Universal       | Francia  | CD - Digipack                                    | 982826-3 |
| 2013          | Universal       | Francia  | LP - Picture Disc (limitada edición 2000 copias) | 374725-7 |
| 2019          | Universal       | Francia  | Casete - color (limitada edición 1000 copias)    | 538711-7 |

## Formatos
- 12" (Primera versión)
- 12" (Segunda versión)
- CD (Primera edición)
- CD (segunda edición)
- Casete (Primera edición)
- Casete (segunda edición)
- CD - Digipack (Lanzado en 2005)
- Casete color (2019)

9 Canciones, without "Tristana" Libertine Remixes

## Lista de canciones
| #  | Título                             | Duración | Escritor(es)      | Compositor(es)                   | Comentarios, actuaciones en vivo o en TV |
| -- | ---------------------------------- | -------- | ----------------- | -------------------------------- | --- |
| 1  | "Libertine"                        | 3:49     | Laurent Boutonnat | Jean-Claude Déquéant             | - Ha sido actuada en vivo desde la 1989, y subsequentemente durante las giras del 1996, 1999 y 2009 y 25 veces en televisión |
| 2  | "Au Bout de la nuit"               | 4:21     | Mylène Farmer     | Laurent Boutonnat                | - Esta balada habla del suicidio después de "Acabar". En sus primeros dos versos mira al amor de una manera y en los siguientes dos habla sobre una soledad que se produce después de "Acabar" literalmente. Dentro de la canción se encuentran coros de gemidos masculinos. Esta canción forma la parte B del sencillo de vinilo de "Tristana". - No fue interpretada en ninguna gira pero tuvo apariciones en la televisión cuatro veces para ser exactos: Béart 87 (14 de enero de 1987, Antenne 2), Línea directa (2 de abril de 1987, Antenne 2), C'est encore mieux l'après-midi (9 de abril de 1987, Antenne 2) and Sida: le grand rendez-vous (4 de junio de 1987, Antenne 2) |
| 3  | "Vieux Bouc"                       | 5:38     | Laurent Boutonnat | Laurent Boutonnat                | - La canción es acerca de un rito de brujería llamado el Aquelarre, en la que el macho cabrío simboliza el diablo. Farmer se dirige a él y participa en ritos satánicos incluyendo el bautismo. Una frase de la obra A Puerta Cerrada de Jean-Paul Sartre ("L'enfer c'est les autres"; el infierno son los otros ) se cita en la letra. Un coro de niños , a las cabras balando y risas de la cantante, algunas grabadas usando el efecto llamado backmasking, se utilizan en las voces de fondo. - En el comienzo de la canción Mylène imita una pregunta y respuesta del Aquelarre, traducida del inglés: "¿Amas al Diablo, querida?/¡Oh, sí que lo amo!". - Nunca fue interpretada ni en gira ni en la televisión; sin embargo, durante la interpretación de "Chloé" en Azimuts, los últimos segundos de esta canción pudieron ser oídos antes de que "Chloé" empezara. |
| 4  | "Tristana" 1                       | 4:35     | Mylène Farmer     | Laurent Boutonnat                | * Fue interpretada durante la gira del 1989 y 26 veces en televisión. |
| 5  | "Chloé"                            | 2:35     | Laurent Boutonnat | Laurent Boutonnat                | - Este rima, inspirado por la obra Hamlet de William Shakespeare, se refiere a la muerte de Chloé, la ficticia hermana menor de la cantante. Farmer canta en un tono alto con la voz de una niña y un coro de niños la acompañó en el estribillo. La canción es la cara B del vinilo de "Plus grandir" . - Nunca fue interpretada en gira, pero fue cantada tres veces en la televisión: Aujourd'hui la vie (16 de septiembre de 1986, Antenne 2), Azimuts (24 de septiembre de 1986, FR3 Lorraine) and Mon Zénith à moi (septiembre de 1989, Canal+) - Se repite la primera frase de la canción "Chloé" en la canción "Nuit d' hiver" del álbum Monkey Me. |
| 6  | "Maman a tort"                     | 4:04     | Jérôme Dahan      | Laurent Boutonnat & Jérôme Dahan | - Se ha realizado durante los viajes de 1989 y 1999 y 24 veces en la televisión |
| 7  | "We'll Never Die"                  | 4:15     | Laurent Boutonnat | Laurent Boutonnat                | - Esta canción (con letras en francés) se puede entender como abordar el tema del conflicto palestino-israelí. La canción habla de un niño que pelea la guerra para su país, lo cual es inútil porque su muerte es inevitable. Un estribillo es cantado en inglés por Carole Fredericks, la hermana de Taj Mahal. En 1986, esta canción fue lanzada como sencillo en Canadá . - Nunca fue interpretada ni en gira ni en la televisión. |
| 8  | "Greta"                            | 4:48     | Laurent Boutonnat | Laurent Boutonnat                | - Esta canción es un homenaje a Greta Garbo , llamada "divina" en las letras. Varias alusiones a la actriz la vida - la muerte de sus padres, su distancia de sus fanes - se mencionan en los versons, y eslóganes que fueron usados durante las exhibiciones de algunas de sus películas se utilizan en el estribillo. Samples de Garbo de la película Two-Faced Woman aparecen en el comienzo, en el medio y al final de la canción. - Esta canción es la cara B del vinilo de "Libertine". - Nunca fue interpretada en gira, pero fue interpretada una vez en la televisión: C'est encore mieux l'après-midi (22 de enero de 1987, Antenne 2 ) |
| 9  | "Plus grandir"                     | 4:04     | Mylène Farmer     | Laurent Boutonnat                | - Se ha realizado durante la gira de 1989 y siete veces en la televisión . |
| 10 | "Libertine" (remix special club) 1 | 5:53     | Laurent Boutonnat | Jean-Claude Déquéant             | |
| 11 | "Tristana" (remix club) 1          | 7:10     | Mylène Farmer     | Laurent Boutonnat                | |
| 12 | "Cendres de Lune"                  | 1:47     | —                 | Laurent Boutonnat                | - Esta canción instrumental, en la cual Mylène tararea la melodía, se utiliza en los créditos de apertura y cierre del video musical de "Plus grandir". - Nunca fue interpretada ni en la televisión ni en gira. |

1 Solo en la segunda edición

## Créditos
|  | - Texto: - "Au Bout de la nuit", "Tristana", "Plus grandir": Mylène Farmer - "Libertine", "Vieux Bouc", "Chloé", "We'll Never Die", "Greta": Laurent Boutonnat - "Maman a tort": Jérôme Dahan - Música: Laurent Boutonnat - Excepto "Libertine": Jean-Claude Déquéant; "Maman a tort": Jérôme Dahan & Laurent Boutonnat - Sonido: Jean-Claude Déquéant - Mixado by Jean-Claude Déquéant - Excepto "Tristana": Thierry Rogen - Asistente: Philippe Laffont, Laurent Lazahie - Sintetizadores y piano acústico: Laurent Boutonnat - Guitarras: Slim Pezin - Saxófono: Alain Matot - Baterías: Gilles Chamard | - Voces de fondo: Carole Frédéricks, Estella Samantha Radji, Anne-Marie Constant, Yvonne Jones, Les Moines Fous du Tibet (este es un seudónimo para Farmer y Boutonnat) - Masterización y grabación: André Perriat - Ediciones: Bertrand Le Page, Polygram Music - Excepto: "Maman a tort": Bertrand Le Page, Cesanie; "Greta": Bertrand Le Page, Movie Box Music - Foto de la primera edición y del booklet: Laurent Boutonnat, Christophe Mourthe - Foto trasera: Éric Caro - Management: Bertrand Le Page - Grabada en los estúdios "Le Matin Calme" - Mezclados en los estúdios del Palacio de Congresos - Producido por Laurent Boutonnat |